# Thomas Hipschen
Thomas Hipschen est un artiste et graveur américain, qui a eu carrière de près de 38 ans au bureau de la gravure et de l'impression, où il était graveur de billets de banque. Après avoir pris sa retraite du gouvernement américain en 2006, il a continué à exercer en tant que maître graveur indépendant et est devenu membre du programme Artistic Infusion (AIP) de la Monnaie des États-Unis, contribuant à la conception de plusieurs pièces de monnaie et médailles.

## Jeunesse et formation
Originaire de Bellevue, en Iowa, Thomas Hipschen a déménagé à Washington, en 1968 pour intégrer un apprentissage de gravure d'une durée de dix ans offert par le bureau de la gravure et de l'impression (Bureau of Engraving and Printing - BEP),. Bien qu'il n'ait suivi qu'un seul cours d'art au lycée, il a accepté ce poste à l'âge de 17 ans, poussé par son père,. Pendant son apprentissage, il a poursuivi ses études à l'université George-Washington, à l'American University et à la Corcoran School of the Arts and Design (en),. Cette formation complète lui a permis d'acquérir des connaissances approfondies non seulement en dessin, mais aussi en chimie et fabrication de plaques électrolytiques.

## Bureau de la gravure et de l'impression
Au sein du BEP, Thomas Hipschen a travaillé comme graveur de billets de banque. Ses contributions les plus célèbres incluent la gravure des portraits de plusieurs figures historiques américaines figurant sur les billets de la Réserve fédérale, :
- Benjamin Franklin sur le billet de 100 dollars[5] ;
- Ulysses S. Grant sur le billet de 50 dollars[6] ;
- Andrew Jackson sur le billet de 20 dollars ;[7]
- Abraham Lincoln sur le billet de 5 dollars[7].

En plus de son travail sur la monnaie, Hipschen a gravé plus de 130 timbres-poste pour le service postal des États-Unis entre 1972 et 1996. Il a également réalisé les portraits officiels des présidents Jimmy Carter, Ronald Reagan, George H.W. Bush, Bill Clinton et George W. Bush,.
Hipschen est graveur en taille-douce, un processus méticuleux où il dessine sur la surface du métal à l'envers de l'impression souhaitée, utilisant un burin qu'il fabrique lui-même. Ce processus laborieux est une caractéristique de sécurité cruciale pour l'industrie des billets de banque, car il est extrêmement difficile à reproduire par les contrefacteurs. Vers les années 2000, les avancées informatiques ont transformé la production monétaire, et Hipschen a été le premier graveur principal à explorer et former les autres à l'utilisation de logiciels de modélisation numérique et d'équipements de gravure laser. Il a pris sa retraite du gouvernement américain en 2006, se qualifiant lui-même de « vieille école »,.

## Monnaie des États-Unis
Après sa retraite de la BEP, Thomas Hipschen a rejoint le programme Artistic Infusion (AIP) de la Monnaie des États-Unis, qui engage des artistes externes pour enrichir les conceptions des pièces et médailles américaines. Les artistes de l'AIP sont rémunérés pour leurs propositions de conception, reçoivent une prime si leur design est choisi, et leurs initiales, ainsi que celles du sculpteur-graveur, apparaissent sur la pièce ou la médaille finale,,.

### Quart de dollar Harpers Ferry National Historical Park
Le design créé par Thomas Hipschen représente le Fort John Brown, lieu de la dernière résistance de John Brown lors de son raid sur l'armurerie de Harpers Ferry. Il a été sculpté par la sculpteure-graveure de la Monnaie des États-Unis, Phebe Hemphill. Ce design figure également sur la pièce d'argent de cinq onces de la série America the Beautiful,,.

### Quart de dollar Frederick Douglass National Historic Site
La conception du revers montre Frederick Douglass assis à son bureau d'écriture, avec sa maison de Washington, D.C. en arrière-plan. Cette conception a été exécutée par la sculpteure-graveure de la Monnaie des États-Unis, Phebe Hemphill. Les initiales de Hipschen, « TRH », sont visibles près de la main gauche de Douglass, et celles de Hemphill, « PH », sous son avant-bras gauche,,.
Cette pièce est la 37e émise dans la série America the Beautiful. Le design a été utilisé pour la pièce d'argent de cinq onces brillant universel et pour les versions belle épreuve,.

## Activités post-retraite
En tant que graveur indépendant, Thomas Hipschen a réalisé des gravures commandées en privé pour des billets de banque, des portfolios d'impression, des cartes souvenirs et des ex-libris pour diverses organisations et individus aux États-Unis, au Canada et en Europe. Ses travaux, qu'ils soient publics ou privés, ont remporté des prix dans plusieurs catégories artistiques,.
Il est également un instructeur principal à l'Académie des Graveurs en Taille-Douce à Urbino, en Italie, où il enseigne les techniques de gravure anciennes et nouvelles à un petit groupe d'étudiants. Hipschen est aussi membre du comité de l'International Banknote Designers Association et signataire initial de son sous-groupe de travail des graveurs en taille-douce,.
Thomas Hipschen partage un studio avec son épouse, Pattee Hipschen, qui est peintre. Il collectionne également les gravures, possédant des œuvres de maîtres tels que Rembrandt et Lucas van Leyden. 